# 1971 nos jogos eletrônicos
Em 1971, aconteceram as primeiras demonstrações públicas de Computer Space, o primeiro jogo lançado comercialmente. No entanto, jogos neste período ainda eram primariamente limitados a organizações com acesso a mainframes, como universidades.

## Eventos

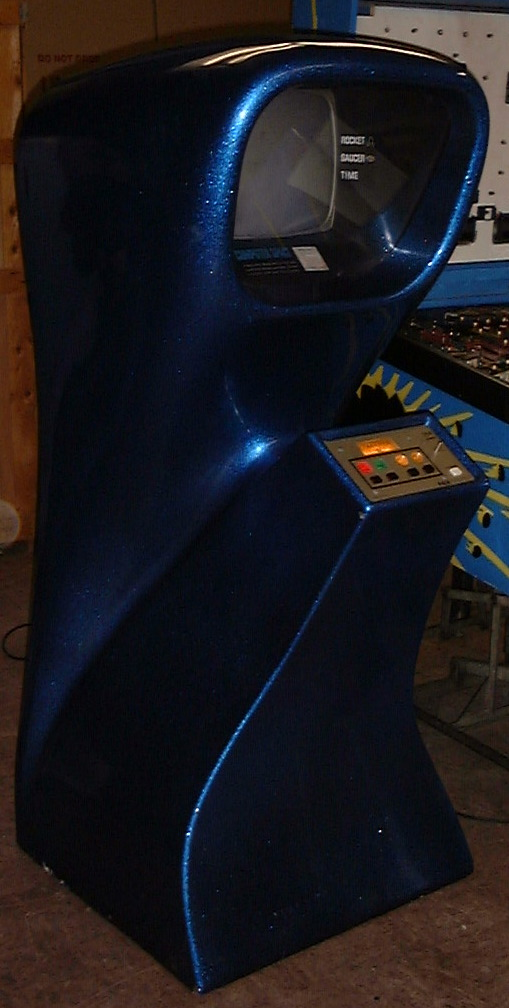
Computer Space foi lançado comercialmente em 1971.

- Computer Space foi lançado comercialmente em 1971.Mike Mayfield desenvolve Star Trek em um SDS Sigma 7.[1]
- Don Daglow programa Baseball e um outro jogo baseado em Star Trek para mainframe.[2]
- Versões dos jogos de mainframe Hamurabi e Lunar são convertidas para BASIC pela primeira vez e publicadas através de um newsletter.[3]
- Janeiro: negociações de licenciamento são concluídas na Magnavox e o desenvolvimento do Skill O Vision é formalmente iniciado no que mais tarde se tornaria o Odyssey.[4]
- Junho: as primeira seis unidades de protótipo da Magnavox são completadas e testadas.[4]
- 2 a 4 de agosto: o segundo Campeonato Norte-Americano de Xadrez Computadorizado é organizado em Chicago;[5][6] Chess 3.5, sucessor do último vencedor Chess 3.0, vence o campeonato.[6]
- Agosto: O protótipo de Computer Space é completado e o jogo começa a ser testado.[7]
- Novembro: Computer Space é lançado na América do Norte, se tornando o primeiro jogo eletrônico disponível comercialmente.[8]
- 3 de dezembro: The Oregon Trail é demonstrado pela primeira vez a estudantes do Carleton College em Northfield, Minnesota.[9]

## Jogos de fliperama
Em 1971, o conceito de jogos de fliperama estava em seus primórdios. Protótipos eram exibidos ao público, que podia pagar uma taxa para usá-los, mas as cabines em si ainda não estavam disponíveis para venda.
| Título         | Unidades | Desenvolvedora             | Fabricante                 | Gênero           | Ref.   |
| -------------- | -------- | -------------------------- | -------------------------- | ---------------- | ------ |
| Computer Space | 1        | Syzygy Engineering         | Nutting Associates         | Combate espacial | [ 8 ]  |
| Galaxy Game    | 1        | Mini-Computer Applications | Mini-Computer Applications | Combate espacial | [ 10 ] |